# Daniel Theysohn IGS
Die Daniel Theysohn IGS ist eine öffentliche Integrierte Gesamtschule in Waldfischbach, Rheinland-Pfalz.

## Geschichte
Die Schule wurde 1958 als Realschule gegründet und trug von 1995 bis 2009 den Namen  Max-Wittmann-Realschule. 1982 wurde ein Förderverein gegründet, der 2010/11 aufgelöst und neu gegründet wurde. 2009 wurde sie in eine Integrierte Gesamtschule umgewandelt und 2014 nach dem Schuh- und Kunststofffabrikant und Stiftungsgründer Daniel Theysohn benannt. Nachdem 2015 eine gymnasiale Oberstufe eingerichtet wurde, wurde 2018 der erste Abiturjahrgang verabschiedet. 2023 wurden neue Sportanlagen eingeweiht.

## Schulprofil
Es wird eine offene Ganztagsschule angeboten. Als Fremdsprachen werden Englisch, Französisch und Latein unterrichtet. Die IGS nimmt an Erasmus+ teil und hat Partnerschulen in Griechenland, Italien, Spanien und Litauen.

## Persönlichkeiten
- Klaus Heinrich Keller (1938–2018), Maler und Kunsterzieher